# 한국애니메이션산업협회
사단법인 한국애니메이션산업협회(Korea Animation Industry Association)는 대한민국의 비영리 사업을 시행하는 문화체육관광부 소관의 사단법인 협회이다. 애니메이션 및 관련 콘텐츠 업계의 권익 옹호와 자질 향상 및 애니메이션 산업의 발전을 목적으로 설립되었다. 위치는 서울특별시 구로구 디지털로 288 501-4호 (08390)이다.

## 주요 연혁
| 2021.04   | 문화체육관광부 <2021 애니메이션 전문인력 양성과정> 운영기관     |
| 2021.03   | 서울시 뉴딜일자리사업 <가상공간디자이너 양성사업> 운영기관      |
| 2020.09   | 고용노동부 <청년디지털일자리사업> 운영기관                      |
| 2020.09   | <애니메이션진흥위원회> 위원 참여                                |
| 2020.03   | 제4대 협회장 조경훈 취임                                        |
| 2020.03   | 법인이관(과학기술정보통신부→문화체육관광부)                     |
| 2019.11   | <K-ANIMATION을 말하다> 워크숍 개최                              |
| 2018.11   | <K-ANIMATION 현재와 미래> 워크숍 개최                           |
| 2018.03   | 제3대 협회장 유정주 취임                                        |
| 2017~2020 | 애니메이션산업백서 집필진 참여                                  |
| 2017.09   | 방송법 및 방송발전기본법 개정안 발의 추진                       |
| 2017.03   | 아시아 CGI애니메이션센터 위탁운영                               |
| 2017~2020 | <애니메이션산업 진흥에 관한 법률> 법안 추진위원회               |
| 2016.03   | 제2대 협회장 김강덕 취임                                        |
| 2015~2016 | 아시아 CGI애니메이션센터 설립 추진 및 운영 참여                 |
| 2015.08   | (사)한국애니메이션산업협회로 명칭 변경                          |
| 2014.02   | <애니메이션육성 및 지원에관한 법률안>입법촉구를 위한 토론회개최 |
| 2013.11   | 7개단체 연합 <한국애니메이션발전연대> 발족 추진                 |
| 2013~2021 | <국내 애니메이션 인정 자문위원회> 위원 참여                     |
| 2013.10   | <애니메이션 육성 및 지원에 관한 법률안> 제정법 발의             |
| 2013.05   | 정부부처 조직개편으로 미래창조과학부로 이관                     |
| 2012.09   | 청와대 정책 간담회 추진                                         |
| 2011.12   | 초대회장 정극포 취임                                            |
| 2011.12   | (사)한국방송통신아동콘텐츠협회 설립(방송통신위원회 전파관리소)  |

## 주요 사업
- 애니메이션 및 관련 콘텐츠 업계의 권익옹호와 자질향상을 위한 사업
- 애니메이션 소비자들을 위한 양질의 콘텐츠 공급 환경 조성 사업
- 창작 애니메이션 관련 학술 연구 및 강좌 개최
- 창작 애니메이션 관련 정책 개발 및 제안 사업